# Emma Byrne
Emma Byrne (* 14. Juni 1979) ist eine ehemalige irische Fußballspielerin. Die Torfrau spielte für den englischen Verein Arsenal Ladies FC und die irische Nationalmannschaft, deren Rekordspielerin sie seit 2014 ist.

## Werdegang
Emma Byrne wechselte 1998 vom irischen Verein St Patrick’s Athletic zum Arsenal Ladies FC aus London und ist seitdem Stammtorhüterin. In ihrer ersten Saison bei Arsenal gewann sie den Pokal und den Ligapokal. Ihre erste Meisterschaft mit Arsenal gewann sie 2001. Bis heute gewann sie fünfmal die Meisterschaft und je viermal den Pokal und den Ligapokal. Am 26. September 2013 machte sie gegen Kroatien ihr 100 Länderspiel für die irische Nationalmannschaft. Am 5. April 2014 überbot sie im WM-Qualifikationsspiel gegen Deutschland mit ihrem 106. Spiel den Rekord von  Ciara Grant und ist nun alleinige irische Rekordnationalspielerin. 2003 und 2005 wurde sie von den Arsenalfans zur Spielerin des Jahres gewählt. In ihren 16 Jahren bei Arsenal kam sie auf 456 Einsätze, womit sie die entsprechende Liste anführt.
Neben den Trainingseinheiten mit der Frauenmannschaft trainiert sie regelmäßig mit der männlichen Juniorenmannschaft von Arsenal. 
Am 7. April 2016 machte sie ihr 125. Länderspiel.

## Erfolge
- Englische Meisterin: 11 (2001, 2002, 2004, 2005, 2006, 2007, 2008, 2009, 2010, 2011, 2012)
- Englische Pokalsiegerin: 8 (1999, 2001, 2004, 2006, 2007, 2008, 2009, 2011)
- Englische Ligapokalsiegerin: 6 (1999, 2000, 2001, 2005, 2007, 2009)
- UEFA-Women’s-Cup-Siegerin: 1 (2006/07)